# Малощербиничская волость
Малощербиничская волость — административно-территориальная единица в составе Новозыбковского уезда.
Административный центр — село Малые Щербиничи.

## История
Волость образована в ходе реформы 1861 года.
В ходе укрупнения волостей, в 1923 году Малощербиничская волость была расформирована, а её территория разделена между Злынковской, Климовской и Чуровичской волостями; при этом в состав Чуровичской волости вошли сёла Фоевичи и Чолхов, а в состав Климовской волости — деревни Павловка и Ольховка.
Ныне территория бывшей Малощербиничской волости входит в состав Злынковского и Климовского районов Брянской области.

## Административное деление
В 1919 году в состав Малощербиничской волости входили следующие сельсоветы: Большещербиничский, Добрынский, Еловский, Кривушанский, Малощербиничский, Ольховский, Ольшанский, Павловский, Песоченский, Петрятинский, Роговский, Фоевичский, Чолховский, Шурубовский.